# 장대복
장대복(張大福, 1946년 11월 13일~2012년 7월 10일)은 대한민국의 제5·6대 경상북도 예천군의원(2006. 7.~2012. 7.)이다.

## 학력
- 예천동부국민학교 졸업
- 예천중학교 졸업
- 예천농업고등학교 중퇴

## 경력
- 예천군 육상연맹 회장
- 예천군 체육회 부회장
- 예천군 번영회 이사
- 예천신문 후원회 장학회장
- 예천군 불교신도연합회 수석부회장
- 예천읍 체육회 회장
- 예천군 공직자윤리위원회 위원
- 예천군 계획위원회 위원
- 예천군 물가대책위원회 위원
- 민주평화통일자문회의 자문위원
- 2006. 7.~2010. 6. 제5대 경상북도 예천군의회 의원
- 2008. 7.~2010. 6. 제5대 경상북도 예천군의회 후반기 부의장
- 2010. 7.~2012. 7. 제6대 경상북도 예천군의회 의원

## 역대 선거 결과
|  | 18.61% |

|  | 32.87% |